# Marianne Andersen
Marianne Andersen (ur. 26 marca 1980 w Drammen) – norweska zawodniczka biegająca na orientację.
Jej pierwszym większym sukcesem było zdobycie w 2004 roku srebrnego medalu w sztafecie na Mistrzostwach Europy w Biegu na Orientację w Roskilde. Natomiast w 2005 roku zdobyła swój pierwszy medal z Mistrzostw Świata, które odbyły się w Aichi – w biegu sztafetowym zajęła drugie miejsce.
W 2006 roku zdobyła kolejne dwa srebrne medale w biegu średnim i sprincie na Mistrzostwach Europy w Otepää. W tym samym roku zajęła także drugie miejsce na średnim i długim dystansie podczas Mistrzostw Świata w Aarhus. Podczas Mistrzostw Świata 2007 w Kijowie zdobyła dwa brązowe medale za bieg średni i sztafetę. W 2008 roku jedyny zdobyty medal pochodzi Mistrzostw Świata rozegranych w Ołomuńcu, gdzie na długim dystansie zajęła drugie miejsce.
Podczas Mistrzostwa Świata w Biegu na Orientację 2009 w Miszkolcu zdobyła 3 medale, w tym po raz pierwszy złoty medal, który uzyskała w biegu sztafetowym, a dwa kolejne to srebrne za bieg na dystansie średnim i długim. W 2010 roku podczas Mistrzostw Świata w Trondheim zdobyła brązowy medal w sprincie, srebrny w biegu długim, brązowy w biegu średnim i srebrny w sztafecie.
Mieszka w Drammen, trenuje w norweskim klubie Konnerud IL, a wcześniej trenowała w NTNUI oraz w Nydalens SK.